# Cruise Sardegna
Die Cruise Sardegna ist ein Fährschiff der italienischen Reederei Grimaldi Lines, das unter italienischer Flagge fährt.

## Geschichte
Das Schiff wurde 2010 für die italienische Reederei von Fincantieri gebaut. Es wurde zunächst als Cruise Olympia von der griechischen Reederei Minoan Lines eingesetzt. Seit 2021 wird das in Cruise Sardegna umbenannte Schiff von Grimaldi Lines auf der Route zwischen Livorno und Olbia auf Sardinien eingesetzt.
Das Schiff zählt zu den größten Fähren der Welt.

## Das Schiff
Das RoPax-Schiff hat eine Bar sowie ein À-la-Carte-Restaurant an Bord. An Bord gibt es 413 Zwei- und Vierbett-Kabinen sowie 68 Junior- und Owner-Suiten. Weiterhin stehen 548 Ruhesessel zur Verfügung. Zudem bietet die Cruise Sardegna eine Disco und einen Fitnesscenter für die Passagiere. An Bord des Schiffes gibt es außerdem einen Raum mit Videospielautomaten und einen Spielebereich für Kinder. Auf dem Sonnendeck des Schiffes befinden sich ein Pool und eine weitere Bar.

## Schwesterschiff
Die Cruise Sardegna hat drei Schwesterschiffe, die Cruise Barcelona und die Cruise Roma von Grimaldi Lines sowie die Cruise Europa von Minoan Lines.